# Bomarea callejasiana
Bomarea callejasiana är en alströmeriaväxtart som beskrevs av Alzate. Bomarea callejasiana ingår i släktet Bomarea och familjen alströmeriaväxter. Inga underarter finns listade i Catalogue of Life.